# (37583) Ramonkhanna
(37583) Ramonkhanna est un astéroïde de la ceinture principale.

## Description
(37583) Ramonkhanna est un astéroïde de la ceinture principale. Il fut découvert le 13 octobre 1990 à Tautenburg par Lutz Dieter Schmadel et Freimut Börngen. Il présente une orbite caractérisée par un demi-grand axe de 2,27 UA, une excentricité de 0,13 et une inclinaison de 1,2° par rapport à l'écliptique.

## Compléments